# Vissen smelten niet
Vissen smelten niet is een jeugdroman geschreven door de Vlaamse auteur Jef Aerts. Na Het kleine paradijs en Groter dan een droom is dit het derde kinderboek dat Aerts schreef. Het in 2013 bij Querido uitgebrachte boek won de Zilveren Griffel 2014 in de categorie vanaf 9 jaar.

## Thematiek
De thematiek van het boek is de kracht van vriendschap binnen een familie en gemeenschap. Het handelt om een familie die van elkaar houdt maar door de problemen van vader, een radeloze moeder en twee neven die de problemen op een verschillende manier willen gaan oplossen in een machtsstrijd belanden. De katalysator is Drika die weggelopen is uit een overbeschermend gezin en besluit bij het probleem te helpen.De metafoor van de rouwende kempvissen die blijven zoeken als er een van de groep verdwenen is staat voor de familie die er niet meer uitkomt. Matti ziet zijn vader als een bevroren vis die op de bank ligt en niet meer warm te krijgen is. De meegenomen kempvis moet tijdens de tocht warmgehouden worden om niet te sterven.

## Verhaal
De vader van hoofdpersoon Matti leidt aan een zware depressie waardoor hij niet meer kan werken. Neef Jarno wil daarom de tropische vissen van Matti's vader tijdens een winterfeest als 'vechtvissen' inzetten om er inkomsten voor het gezien mee te genereren. Matti is het daar niet mee eens, en besluit de lievelingsvis van zijn vader, de Siamese kempvis Sirius, te redden door hem naar een veiliger plek te brengen in de stad waar een aquarium is. Hij hoopt dat hij met deze actie weer warmte in het bevroren hart van zijn vader kan terugbrengen. Onderweg ontmoet hij de slechtziende Drika, waarmee hij een vriendschap opbouwt. Samen brengen ze eerst de vis in veiligheid en weten ze daarna de visgevechten te voorkomen.

## Ontvangst
De jury van de Zilveren Griffel bestempelde de sfeer van het boek als ‘nostalgisch, surrealistisch en tijdloos’. Het boek heeft gelaagdheid, broeierigheid en mooie dialogen en is een vertelling over een nacht vol dreiging en zorgen maar ook over vriendschap die ontstaat.